# Holm Sundhaussen
Holm Sundhausen (Berlin, 17. travnja 1942. – Regensburg, 21. veljače 2015.) bio je njemački povjesničar, profesor povijesti Jugoistočne Europe na Slobodnom sveučilištu u Berlinu i predsjednik znanstvenog savjeta instituta za istočnoeuropske studije u Münchenu.
Jedan je od najznačajnijih suvremenih njemačkih povjesničara koji se bave problemima srpske, jugoslavenske i balkanske povijesti.

## Životopis
Holm Sundhausen je rođen u Berlinu 1942. godine. Već tijekom studija na sveučilištima u Berlinu i Münchenu pokazao je zanimanje za probleme Balkana. U svojoj doktorskoj tezi sustavno je obradio utjecaj Herderovih ideja na stvaranje nacija kod naroda Habsburške monarhije. Kao asistent i stručni suradnik svoju je znanstvenu karijeru nastavio na sveučilištima u Hamburgu, Münchenu i Göttingenu. Od 1988. predaje na Slobodnom sveučilištu u Berlinu.

## Vanjske poveznice
- Stranica Holma Zundhausen na Institutu na istočnoeuropske studije (njem.)
- [neaktivna poveznica] (u nastavcima)
- Intervju - Holm Zundhausen, povjesničar  Arhivirana inačica izvorne stranice od 22. srpnja 2015. (Wayback Machine)